# Tamara Bykova
Tamara Vladimirovna Bykova (em russo:  Тамара Владимировна Быкова; Azov, Oblast de Rostov, RSFS da Rússia, 21 de dezembro de 1958) é uma antiga atleta soviética, que foi recordista mundial de salto em altura.

## Carreira
A sua primeira prova internacional foi a dos Jogos Olímpicos de Moscovo, em 1980, na qual não se apresentou na melhor forma, terminando em nono lugar com um salto de 1.88 m. Seis semanas mais tarde, ganhava os Campeonatos da União Soviética, com 1.97 m, título que haveria de repetir em 1982, 1983, 1985 e 1989.
Na Taça do Mundo de 1981, disputada em Roma, Bykova é segunda classificada com 1.96 m, marca igual à da vencedora, a alemã ocidental Ulrike Meyfarth. A saltadora soviética repetiria a segunda posição nas edições seguintes da Taça do Mundo, Camberra 1985 e Barcelona 1989. Nos Campeonatos Europeus de Atenas, em 1982, volta a ser segunda e de novo atrás de Meyfarth que obteria um novo recorde mundial com 2.02 m.
Seria finalmente em 1983 que Bykova alcançava os seus grandes títulos internacionais. De facto, nos Campeonatos Europeus em Pista Coberta, realizados em março na cidade de Budapeste, na Hungria, ela não só conseguia a medalha de ouro, como também estabelecia um novo máximo mundial ao transpor a fasquia de 2.03 m. Meses mais tarde, no verão, ganhava a medalha de ouro nas Universíadas de Edmonton, com um salto de 1.98 m. Ainda no mesmo ano, sagrava-se campeã mundial na primeira edição dos Campeonatos Mundiais de Atletismo, celebrados em Helsínquia, desta feita à frente da rival Ulrike Meyfarth que seria medalha de prata.
Nos Jogos Olímpicos de 1988 arrebatava aquela que seria a sua única medalha olímpica. A marca conseguida por Bykova - 1.99 m - não lhe permitiu melhor que o terceiro lugar, atrás da norte-americana Louise Ritter e da segunda classificada, a búlgara Stefka Kostadinova.
Uma análise anti-dopagem, realizada nos Jogos da Boa Vontade de 1990, acusou positivamente o uso de efedrina, facto que lhe valeu uma suspensão por três meses e a consequente ausência nos Campeonatos Europeus desse ano.